# جو موريرا
جو موريرا هو فنان قتال مختلط برازيلي، ولد في 3 يوليو 1961 في ريو دي جانيرو في البرازيل.

## وصلات خارجية
- الموقع الرسمي
- جو موريرا على موقع يو إف سي (الإنجليزية)
- جو موريرا على موقع شيردوغ (الإنجليزية)
- جو موريرا على موقع IMDb (الإنجليزية)
- جو موريرا على موقع قاعدة بيانات الفيلم (الإنجليزية)